# Adinandra ryukyuensis
Adinandra ryukyuensis là một loài thực vật có hoa trong họ Pentaphylacaceae. Loài này được Masam. mô tả khoa học đầu tiên năm 1934.